# La mia signorina
La mia signorina è un singolo del cantautore italiano Neffa, pubblicato il 6 aprile 2001 come primo estratto dal terzo album in studio Arrivi e partenze.

## Descrizione
Il cantante ha dichiarato che il testo contiene, dietro all'espressione «la mia signorina» un'allusione alla marijuana.
Ha raggiunto due volte la top 5 dei passaggi radiofonici.

## Video musicale
Nel video il cantante è accompagnato da un complesso e da due ballerine.

## Tracce
1. La mia signorina – 3:23
2. Funky Mirandola – 4:43
3. Laura – 4:01

## Formazione
- Neffa – voce
- Paolo Emilio Albano – chitarra
- Giovanni Toffoloni – basso
- Paolo Muscovi – batteria
- Roberto Rossi – percussioni
- Al Castellana – cori

## Classifiche
| Classifica (2001) | Posizione massima |
| ----------------- | ----------------- |
| Italia            | 13                |